# Yeshe Lobsang Tenpai Gonpo
Yeshe Lobsang Tenpai Gonpo (tibétain : ཡེ་ཤེས་བློ་བཟང་བསྟན་པའི་མགོན་པོ, Wylie : ye shes blo bzang bstan pa'i mgon po ; chinois : 达察·益西罗桑丹贝贡布), né en 1760 et décédé le 30 décembre 1810 est un régent du Tibet sous la tutelle de la Dynastie Qing. Il règne également pendant que Jamphel Gyatso porte le titre de dalaï-lama, qu'il n'exercera jamais.

## Biographie
Le 8e Tatsak Jedrung, Yeshe Lobzang Tenpai Gonpo, est né en 1760 à Meljo dans la région de Powo dans le Kham. Son père s'appelait Gyara Darlu Tsering et sa mère était Dawa Butri.